# Сади-над-Торисоу
Сади-над-Торисоу, Сади-над-Торисов (словац. Sady nad Torysou) — село в окрузі Кошиці-околиця Кошицького краю Словаччини. Площа села 8,45 км². Станом на 31 грудня 2016 року в селі проживав 1961 житель.

## Історія
Перші згадки про село датуються 1964 роком — утворене об'єднанням 2-х сіл.

## Населення
| Рік:            | 1994. | 2004.    | 2014.    | 2024.   |
| --------------- | ----- | -------- | -------- | ------- |
| Кількість осіб: | 1486  | 1699     | 1924     | 1925    |
| Різниця:        |       | +14,33 % | +13,24 % | +0,05 % |

| Рік:            | 2023. | 2024.   |
| --------------- | ----- | ------- |
| Кількість осіб: | 1939  | 1925    |
| Різниця:        |       | -0,72 % |